# Altenkunstadt

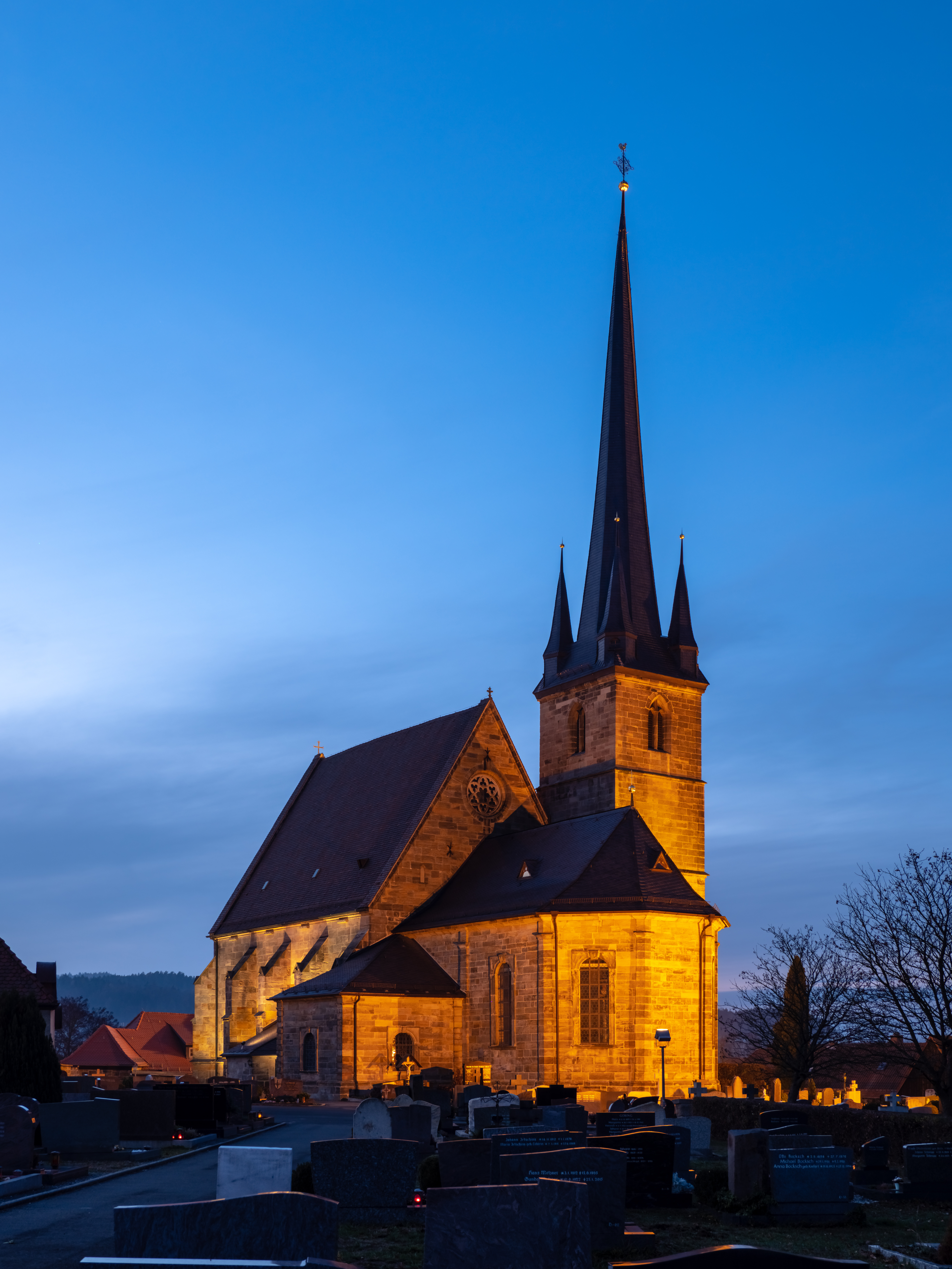
L'église de la paroisse catholique de la nativité de la vierge à Altenkunstadt. Photo novembre 2018.

Altenkunstadt est une commune de Bavière (Allemagne), située dans l'arrondissement de Lichtenfels, dans le district de Haute-Franconie.